# Deltoya
Deltoya es el título del tercer álbum de estudio de la banda de rock española Extremoduro, publicado por DRO en junio de 1992. Su distribución se hizo en los formatos de CD, vinilo y casete. Para los dos últimos tuvo que dividirse en dos vinilos y dos casetes respectivamente por la larga duración del álbum.
En 1991, una vez terminada la grabación y producción de Somos unos animales, el segundo disco del grupo, el álbum sale a la calle, pero la banda no cobra nada en concepto de derechos de autor, razón por la que abandonan la discográfica con la que están en ese momento, Área Creativa. Es en este momento cuando José Antonio Gómez, de DRO, se muestra interesado en fichar por ellos, ya que la popularidad del grupo, pese a su nula promoción, es ya notoria. Es factor determinante para el establecimiento de un contrato con DRO el que el nuevo bajista del grupo, Carlos "el Sucio", los conozca a él y a José Carlos Sánchez, también de la discográfica, de modo que le es más fácil convencerlos.
Así pues, ya con una discográfica grande detrás, Extremoduro puede grabar sin problemas un nuevo disco. Este nuevo trabajo es posiblemente el primero de su etapa de madurez, y uno de los más elaborados de la trayectoria del grupo. La producción ha mejorado mucho desde el primer álbum, y esta entrega aporta varios grandes éxitos a la banda: Sol de invierno, De acero, Bulerías de la sangre caliente, la homónima Deltoya, Volando solo, Ama, ama, ama y ensancha el alma, Papel secante y Estado policial; Ama, ama, ama y ensancha el alma obtiene su letra de un poema de igual título de Manolo Chinato, con el que el grupo colaborará en más ocasiones. Cabe destacar la colaboración de Ariel Rot a la guitarra en el tema Volando sólo.
Una nueva edición con versiones remasterizadas y temas extra fue lanzada en 2011. La nueva edición en vinilo se publicó el 11 de marzo de 2014 partiendo de la versión remasterizada.
La revista Efe Eme, en una selección elaborada por casi treinta críticos especializados, posicionó a Deltoya como el 154º mejor álbum del rock español.

## Lista de canciones
| N.º | Título                             | Escritor(es)                     | Duración |  |
| 1.  | «Sol de invierno»                  | Roberto Iniesta                  | 4:50     |  |
| 2.  | «De acero»                         | Roberto Iniesta                  | 3:44     |  |
| 3.  | «Última generación»                | Roberto Iniesta / T. Rodríguez   | 3:00     |  |
| 4.  | «Lucha contigo»                    | Roberto Iniesta                  | 4:01     |  |
| 5.  | «Con un latido del reloj»          | Roberto Iniesta                  | 3:43     |  |
| 6.  | «Bulerías de la sangre caliente»   | Roberto Iniesta                  | 3:46     |  |
| 7.  | «Deltoya»                          | Roberto Iniesta                  | 5:41     |  |
| 8.  | «Relación convencional»            | Roberto Iniesta                  | 3:02     |  |
| 9.  | «Volando solo»                     | Roberto Iniesta                  | 3:31     |  |
| 10. | «Ama, ama, ama y ensancha el alma» | Manolo Chinato / Roberto Iniesta | 2:34     |  |
| 11. | «Papel secante»                    | Roberto Iniesta                  | 5:00     |  |
| 12. | «Estado policial»                  | Roberto Iniesta                  | 4:11     |  |

| Temas extra de la edición 2011 |                                    |                                  |          |  |
| N.º                            | Título                             | Escritor(es)                     | Duración |  |
| 13.                            | «Ama, ama, ama y ensancha el alma» | Roberto Iniesta / Manolo Chinato | 2:47     |  |
| 14.                            | «Sol de invierno»                  | Roberto Iniesta                  | 4:33     |  |
| 15.                            | «Papel secante»                    | Roberto Iniesta                  | 4:55     |  |
| 16.                            | «Deltoya»                          | Roberto Iniesta                  | 5:31     |  |
| 17.                            | «Bulerías de la sangre caliente»   | Roberto Iniesta                  | 3:37     |  |
| 18.                            | «De acero»                         | Roberto Iniesta                  | 3:42     |  |
| 19.                            | «Estado policial»                  | Roberto Iniesta                  | 3:55     |  |
| 20.                            | «Volando solo»                     | Roberto Iniesta                  | 3:31     |  |

- Todos los temas extras en versión 2004.

## Créditos
Extremoduro
- Roberto "Robe" Iniesta – Guitarra y voz
- Salo – Guitarra
- Carlos "el Sucio" – Bajo
- Luis "von Fanta" – Batería

Personal adicional
- María – Voces en Sol de invierno, Con un latido del reloj, Papel secante y Ama, ama, ama y ensancha el alma
- Belén – Voces en Sol de invierno, Con un latido del reloj, Papel secante y Ama, ama, ama y ensancha el alma
- Salvador – Guitarra solista en De acero y Relación convencional
- Rafa Kas – Guitarra solista, teclados y voces en Lucha contigo
- Ariel Rot – Guitarra solista en Volando solo
- Luisma – Voces en Papel secante